# Filip Mihaljević (cầu thủ bóng đá)
Filip Mihaljević (sinh 9 tháng 3 năm 1992) là một cầu thủ bóng đá Croatia thi đấu ở vị trí tiền đạo cho Lokomotiv Plovdiv ở Bulgarian First League.